# Mai Mai
Mai Mai – grupa rebeliancka złożona głównie z członków plemion wrogich wobec ludu Tutsi, działająca w kongijskich prowincjach Katanga oraz Kiwu. Formacja powołana została w celu ochrony ludności przed innymi grupami zbrojnymi, głównie Tutsi wspieranymi przez Rwandę. Członkowie milicji oskarżani są o liczne zbrodnie, grabieże oraz bandytyzm. Mai Mai dowodzona jest przez watażków oraz starszyzny plemienne. Obecnym liderem jest Gedeon Mutanga.

## Działalność
Formacje Mai Mai w trakcie II wojny domowej w Kongu były dozbrajane przez rząd w Kinszasie i traktowane jako siły samoobrony przed Rwandyjczykami. Po oficjalnym zakończeniu wojny w 2003, milicja kontrowała znaczne połacie prowincji Katanga, nie przechodząc demilitaryzacji. W związku z czym zwrócili się przeciwko cywilom i armii. Główny oddział pod dowództwem Gedeona Mutanga działał w trójkącie miast Manono, Mitwaba i Pweto. Bojownicy posądzani byli o mordowanie lokalnych polityków i urzędników państwowych, okaleczali kobiety i wprowadzili własne irracjonalne prawa oparte na zabobonach. 
Po trzech latach bezprawia w prowincji w maju 2006 lider formacji Mutanga oddał się w ręce żołnierzy ONZ. Jego proces miano pierwotnie przeprowadzić w Międzynarodowym Trybunale Karnym, jednak Demokratyczna Republika Konga zażądała osądzenia go w kraju. Po wielomiesięcznym procesie, 5 marca 2009 sąd skazał go na karę śmierci. Wyroku jednak przez długi czas nie wykonywano, a we wrześniu 2011 w Lubumbashi stolicy Katangi, po szturmie Mai Mai na więzienie, Mutanga został uwolniony wraz z 960 osadzonymi. Po ucieczce z więzienia, władze w Kinszasie oferowały za jego głowę 100 tysięcy dolarów.
W międzyczasie bojówki Mai Mai były aktywne podczas konfliktu w prowincji Kiwu, leżącej na północ od Katangi. Tam kampanię wojenną od 2004 prowadził generał Laurent Nkunda stojący na czele Narodowego Kongresu na rzecz Obrony Ludu (CNDP), złożony z bojowników Tutsi, wspierany otwarcie przez Rwandę. Kulminacja walk w Kiwu przypadła na przełom 2008 i 2009. Mai Mai zmagała się wówczas z rebeliantami CNDP pod pretekstem ochrony cywilów. Milicja początkowo współpracowała z armią rządowa, jednak w toku walk zwróciła się także przeciwko niej, oskarżając żołnierzy o mordy, grabieże i gwałty.
Milicja ogłosiła zaskoczenie operacji wojennych w Kiwu 26 stycznia 2009, po aresztowaniu Laurenta Nkundy i interwencji wojsk Rwandy w Demokratycznej Republice Konga. Armia Rwandy dokonywała wówczas rajdy na obozowiska rebeliantów z Demokratycznych Sił Wyzwolenia Rwandy (FLDR), będących w sojuszu z kongijskimi Mai Mai.
Po wydarzeniach w Kiwu i ucieczce Mutangi z więzienia, utworzył on odnogę ugrupowania pod nazwą Mai Mai Kata Katanga ("odciąć Katangę"). Przyczyną tego było powszechne przekonanie, że rząd w Kinszasie zawłaszcza katangijskie bogactwa naturalne. Po ucieczce Mutangi z więzienia, Mai Mai dokonywało licznych ataków na małą skalę w Katandze. W celu pozyskiwania pożywienia i pieniędzy dokonywali grabieży, puszczali z dymem wioski.
23 marca 2013 Mai Mai dokonało szturmu na stolicę prowincji - Lubumbashi, jednak zostali tam pokonani przez żołnierzy DRK i ONZ. Świadkowie potyczki donosili, że słabością żołnierzy rządowych było dopuszczenie rebeliantów do centrum miasta. Z kolei bojownicy Mai Mai odznaczali się niskimi moraliami. Szeregi milicji zasiliły rzesze wygłodzonych dzieci w kiepskim stanie fizycznym. Po walkach w Lubumbashi, w okolice miasto skierowano 500 żołnierzy wojsk rozjemczych MONUSCO. 14 maja 2013 bojownicy dokonali kolejnego nieudanego szturmu, tym razem na miasto Beni. Zginęło wówczas 31 osób, w większości rebelianci Mai Mai.